# (3380) Awaji
(3380) Awaji ist ein Asteroid des Hauptgürtels, der am 15. März 1940 von dem ungarischen Astronomen György Kulin am Konkoly-Observatorium (IAU-Code 053) in Budapest entdeckt wurde.
Der Asteroid ist Mitglied der Koronis-Familie, einer Gruppe von Asteroiden, die nach (158) Koronis benannt ist.
(3380) Awaji wurde auf Vorschlag der japanischen Astronomen Hideo Ōnishi und Shūichi Nakano nach der Insel Awaji benannt.